# Mirjam Mencej
Mirjam Mencej, slovenska etnologinja in pedagoginja, * 29. februar 1964, Ljubljana.
Od 1994 je zaposlena kot profesorica in raziskovalka Oddelku za etnologijo in kulturno antropologijo (EIKA) Filozofske fakultete Univerze v Ljubljani, od 2011 kot redna profesorica za folkloristiko in primerjalno mitologijo.